# Adolf Jelínek (malíř)

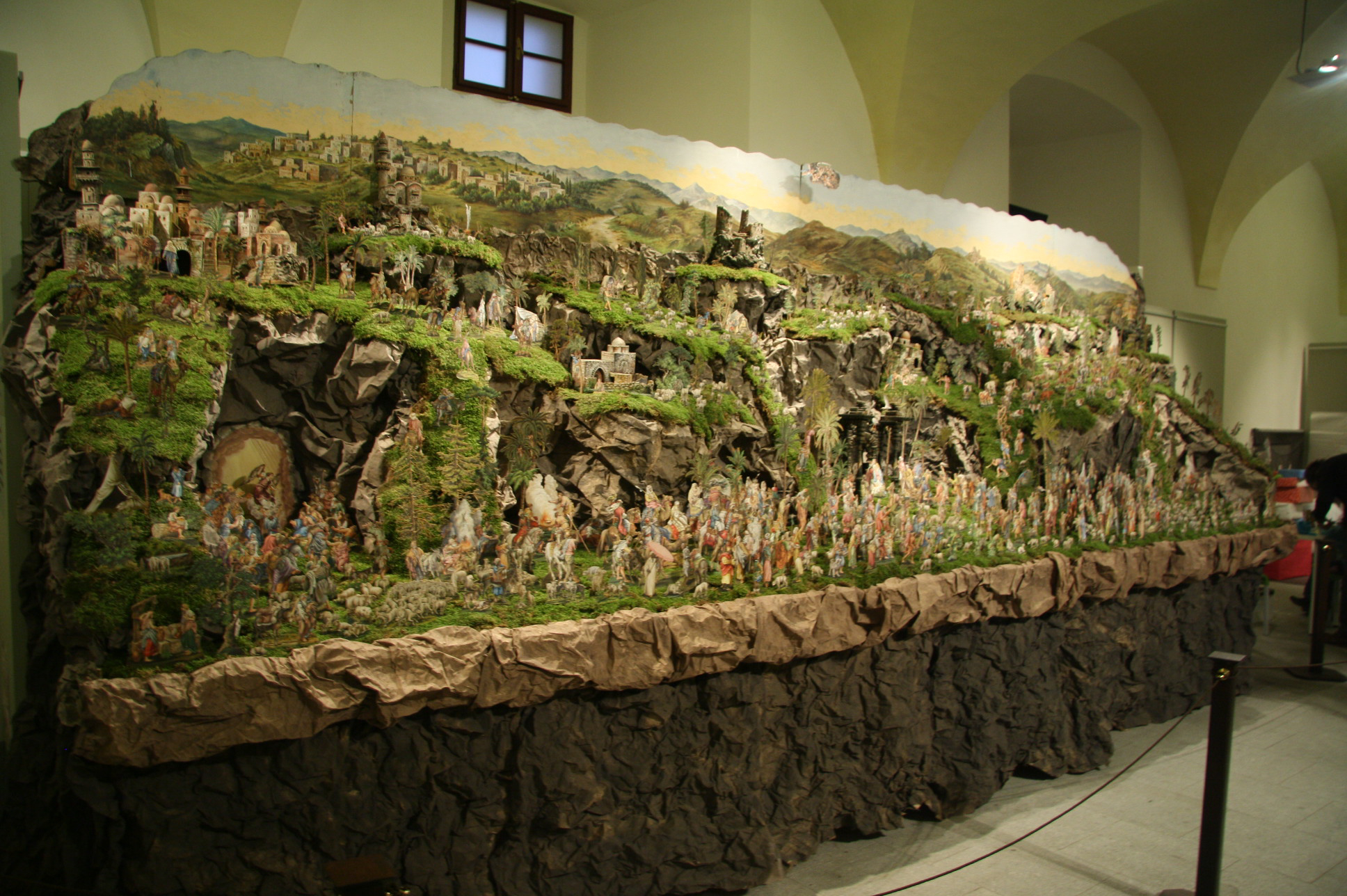
Betlém Adolfa Jelínka z výstavy EXPO 1967 na Výstavě betlémů 2015 v Muzeu Vysočiny, Zámek Třebíč, Třebíč. okr. Třebíč

Adolf Jelínek (13. června 1897, Třebíč – 25. dubna 1982, Třebíč) byl českým malířem a betlémářem.

## Biografie
Začal malovat jako žák obecné školy, kdy mu spolužák ukázal, jak správně malovat figurky do betlémů. Malování pak zůstalo jeho celoživotním koníčkem, vyučil se pak jako malíř pokojů a následně pracoval v natěrárně. Maloval pak po celý život betlémové figurky a také klasické obrazy. Žil s manželkou v dvoupojkojovém bytě v třebíčském Zámostí, kdy v kuchyni měl malířský ateliér. Po první světové válce, změnil styl malby a maloval figurky do betlémů podobně, jako dle tradic rodiny Mládkovy. Za celý život namaloval přibližně 12 velkých betlémů a mnoho tzv. skříňkových, ke konci života jich na objednávku maloval přibližně 10 za rok.
Byl aktivním členem třebíčského muzejního spolku a v roce 1965, kdy Muzeum Vysočiny obnovovalo musejní expozici betlémů se podílel na přípravě betlémů, kdy několik přímo postavil a další aspoň rekonstruoval či dostavoval krajiny či postavičky. Od roku 1956 do své smrti v roce 1982 se staral o tradiční velký betlém v kostele sv. Martina v Třebíči. V roce 1966 byl betlém Adolfa Jelínka vystaven na výstavě EXPO v Torontu.